# Sloss-Inseln
Die Sloss-Inseln sind eine unbewohnte Inselgruppe im Louisiade-Archipel. Politisch sind sie Teil der Provinz Milne Bay im südöstlichen Papua-Neuguinea.
Die Sloss-Inseln gehören zur Kette der Calvados-Inseln. Die mit dichter Vegetation bedeckten Koralleninseln befinden sich 6 km westlich von Utian (Brooker-Island) und 12 km nordöstlich von Pana Vara Vara.
Die Inselgruppe besteht aus zwei Inseln, Rara (19 ha) und Pana Roba (17 ha). Die höchste Erhebung auf Rara beträgt 35 m. Die Insel liegt an der nordöstlichen Seite des Tawal-Riffes. Pana Roba an der nordwestlichen Seite des Riffs ist bis zu 33 m hoch.